# St. Bonifatius (Adelshofen)

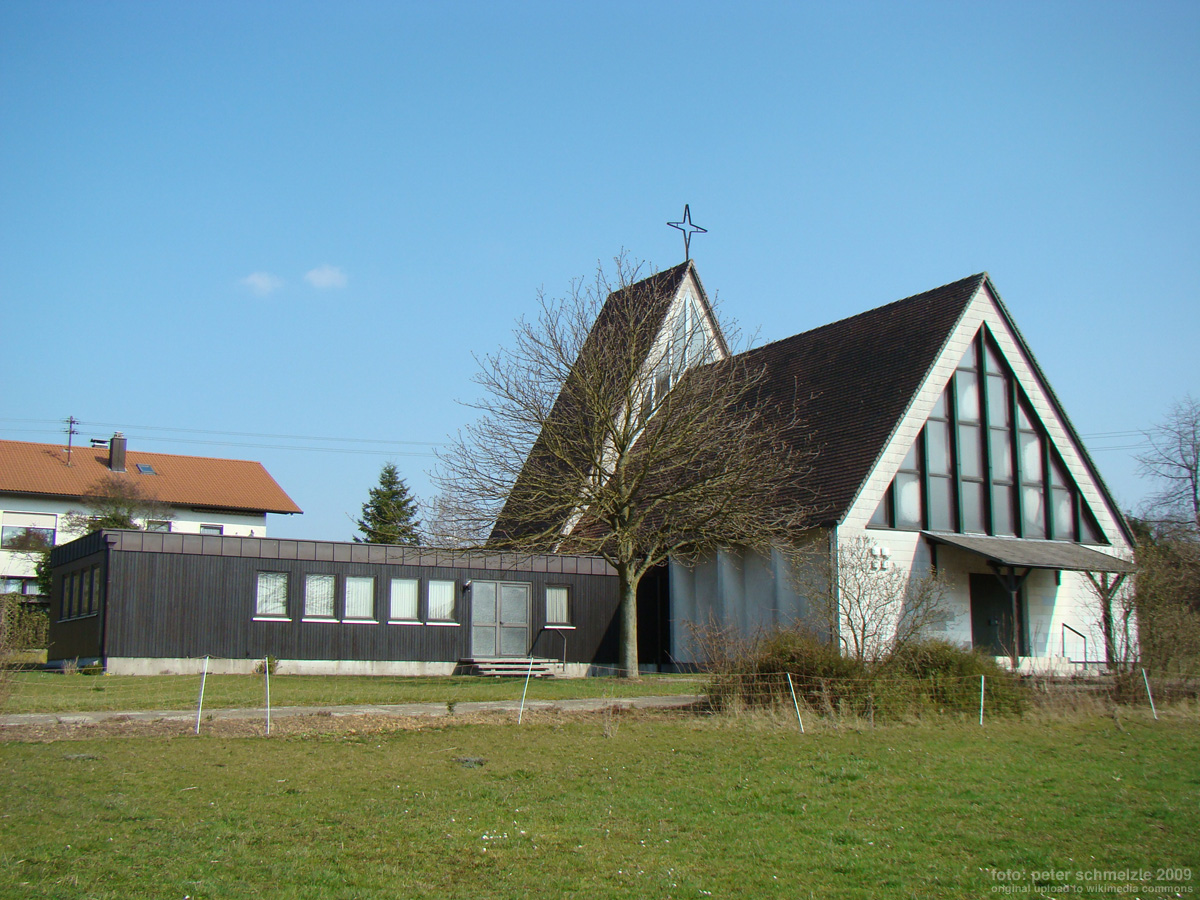
St. Bonifatius

Die katholische Kirche St. Bonifatius in Adelshofen, einem Stadtteil von Eppingen im Landkreis Heilbronn im nördlichen Baden-Württemberg, wurde 1966 nach Plänen von Paul Nagler erbaut.

## Geschichte
Eine Pfarrei in Adelshofen wurde 1496 erstmals erwähnt. Das Patronatsrecht über die alte Nazariuskirche lag bei den Herren von Neipperg, die den Ort reformierten. 
Adelshofen blieb bis zum Zweiten Weltkrieg fast rein evangelisch geprägt, bevor zahlreiche katholische Heimatvertriebene und Flüchtlinge zuzogen. Katholische Gottesdienste fanden zunächst im evangelischen Gemeindehaus statt. 1966 konnte die katholische Gemeinde als Filialgemeinde der katholischen Pfarrei in Richen dann die Bonifatiuskirche nach Plänen von Paul Nagler aus Sindelfingen errichten. Durch die Verwendung von vorgefertigten Holz-Bauteilen waren die Baukosten ausgesprochen günstig. Die Kirche war damit Modell für einige ähnliche Kirchenbauten im Erzbistum Freiburg.

## Beschreibung
Die Kirche ist ein schlichter turmloser Bau mit über dem Chorbereich abgestuftem hohen Satteldach, wobei die verglasten Giebel im Wesentlichen die Fensterflächen bilden. Im Innern ist die Decke mit Brasilkiefer ausgekleidet. An die Kirche angebaut sind Pfarrsaal und Sakristei als einfache Flachdachbauten.